# Wattmetr
Wattmetr je elektrický měřicí přístroj, kterým se zpravidla měří činný výkon elektrického proudu.

## Elektrodynamické wattmetry

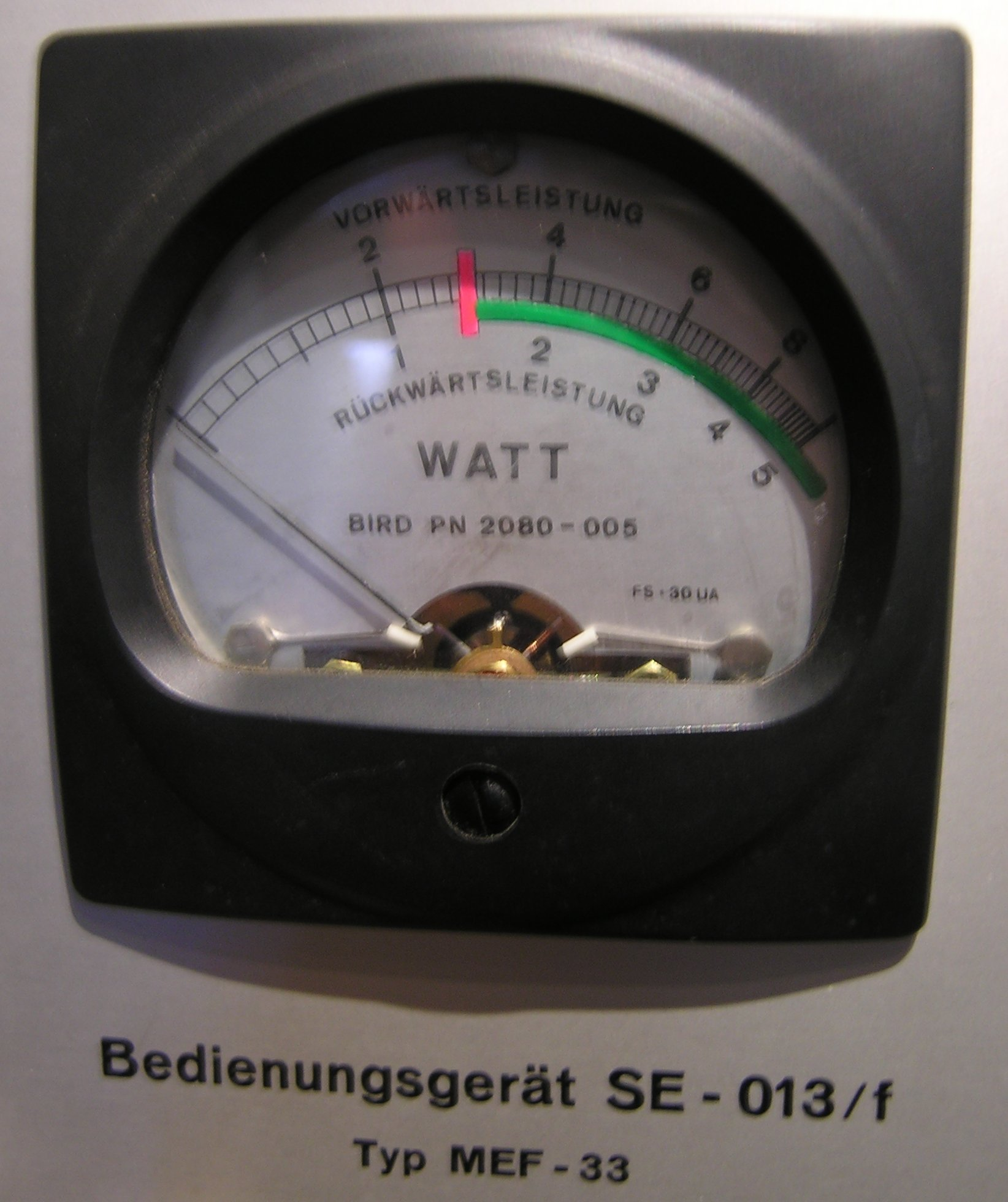
Wattmetr

Tradiční analogový wattmetr je elektrodynamický přístroj. Takové zařízení obsahuje dvojici cívek, z nichž jedna je pevná (tzv. proudová cívka) s co nejmenším odporem a druhá pohyblivá (tzv. napěťová cívka) s co největším odporem. 

Proudová cívka je zapojena do série s měřeným elektrickým obvodem a napěťová cívka paralelně s měřeným obvodem. Na napěťové cívce je připevněna ručička, která na stupnici ukazuje měřený elektrický výkon. Proud protékající skrz proudovou cívku způsobí vytvoření magnetického pole, které je úměrné protékajícímu proudu a jeho fázovému posunu. U napěťové cívky je konstrukčně (obvykle rezistorem velké hodnoty) omezený protékající proud. Elektromagnetická pole obou cívek se navzájem ovlivňují a v případě měření ve stejnosměrném obvodu je výsledná výchylka na stupnici úměrná jak napětí, tak proudu (podle vztahu P=UI). Při měřeních ve střídavých obvodech lze elektrický výkon určit pomocí efektivních hodnot proudu a napětí a jejich vzájemného fázového posunu.

Oba obvody wattmetru (proudový a napěťový) mohou být nezávisle na sobě přetíženy. Může dojít k poškození přístroje i bez známého vychýlení ručky za okraj stupnice. Údaj na stupnici závisí totiž nejen na skutečných hodnotách proudu a napětí, ale i na účiníku. Pokud budeme měřit v obvodu s nízkým účiníkem, bude nám wattmetr ukazovat malou hodnotu i přes to, že bude proudově nebo napěťově přetížen jalovým výkonem.

Proto wattmetry obsahují nejen údaj o maximálním měřitelném výkonu, ale i o maximálních hodnotách proudu a napětí v měřeném obvodu.

## Elektronické wattmetry
Elektronické wattmetry bývají používány k měření menších výkonů, než wattmetry analogové nebo k měření frekvencí, které jsou mimo rozsah analogových přístrojů.